# Kolpa
Kolpa este o arie protejată (arie specială de conservare — SAC, sit de importanță comunitară — SCI) din Slovenia întinsă pe o suprafață de 671,69 ha, integral pe uscat.

## Localizare
Centrul sitului Kolpa este situat la coordonatele 45°26′51″N 15°14′15″E / 45.4474°N 15.2374°E.

## Înființare
Situl Kolpa a fost declarat sit de importanță comunitară în aprilie 2004 pentru a proteja 16 specii de animale. Situl a fost protejat și ca arie specială de conservare în februarie 2012.

## Biodiversitate
Situată în ecoregiunea continentală, aria protejată conține 3 habitate naturale: Cursuri de apă de la nivel de câmpie la nivel montan, cu vegetație Ranunculion fluitantis și Callitricho-Batrachion, Liziere de ierburi înalte hidrofile de câmpie și de nivel montan până la alpin, Peșteri inaccesibile publicului.
La baza desemnării sitului se află mai multe specii protejate:
- mamifere (1): vidră de râu (Lutra lutra)
- nevertebrate (1): Unio crassus
- pești (13): Barbus meridionalis, Chalcalburnus chalcoides, Cobitis elongata, zvârluga (Cobitis taenia), zglăvoacă (Cottus gobio), Eudontomyzon spp., porcușor de nisip (Gobio kessleri), porcușorul de vad (Gobio uranoscopus), lostriță (Hucho hucho), boarță (Rhodeus sericeus amarus), Rutilus pigus, dunăriță (Sabanejewia aurata), fusar (Zingel streber)
- reptile (1): țestoasa de baltă (Emys orbicularis)